# Rachel Eliza Griffiths

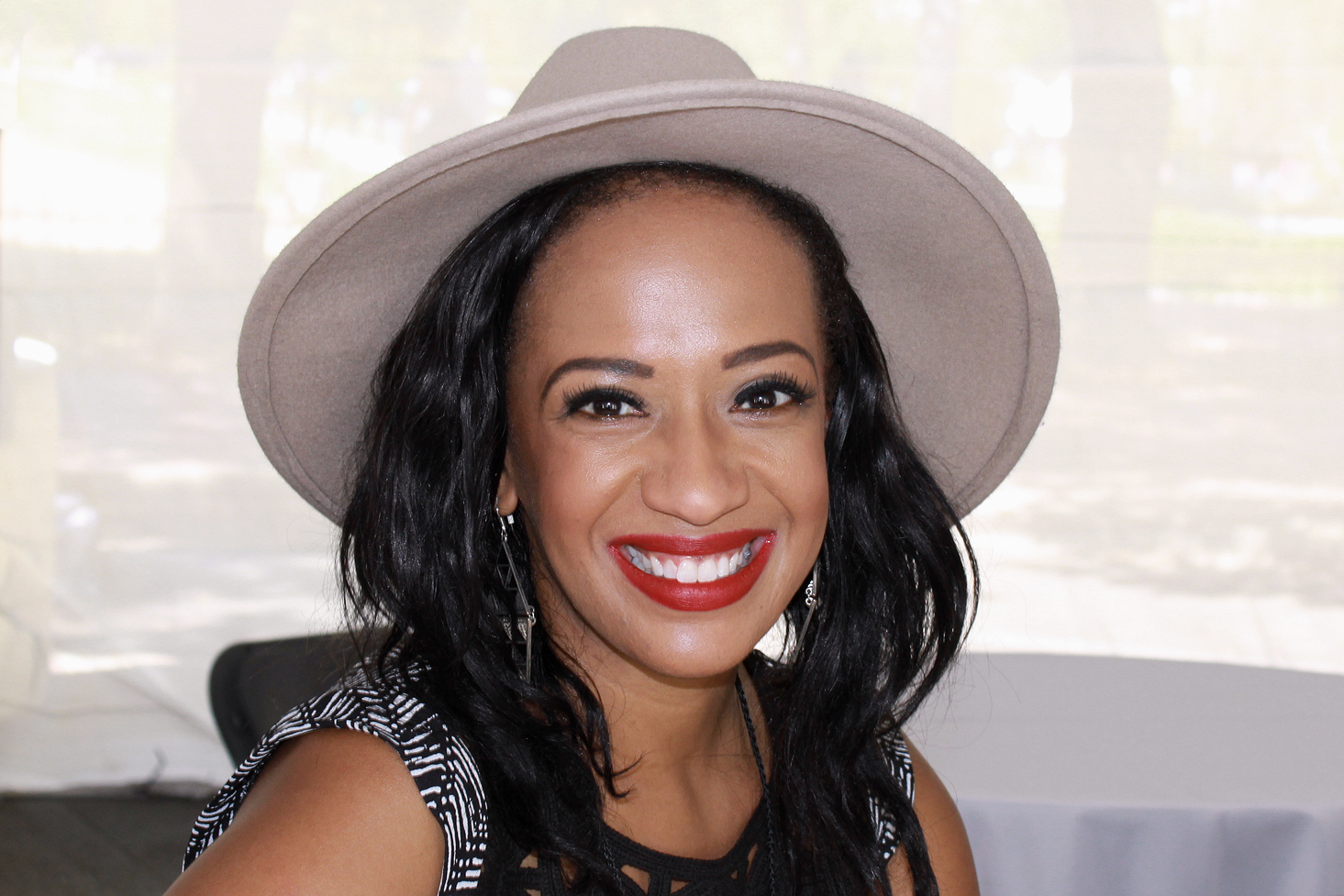
Rachel Eliza Griffiths (2015)

Rachel Eliza Griffiths (* 6. Dezember 1978 in Washington, D.C.) ist eine US-amerikanische Schriftstellerin, Fotografin und Multimediakünstlerin.

## Leben
Griffiths wurde in Washington, D.C. geboren und wuchs dort und in Wilmington auf. Sie ist das älteste von vier Geschwistern, ihr Vater war Umweltanwalt. Sie erwarb einen Master in englischsprachiger Literatur an der University of Delaware und danach einen Master of Fine Arts in Kreativem Schreiben am Sarah Lawrence College. Nachdem sie zuvor Gedichte in zahlreichen Zeitschriften veröffentlicht hatte, erschien 2010 ihr erster Gedichtband (Miracle Arrhythmia), dem bis 2020 vier weitere folgten. Daneben trat sie als Videokünstlerin hervor. Im Videoprojekt P.O.P (Poets on Poetry) zeichnete sie fast hundert kurze Gespräche mit Dichtern über Gedichte auf. Griffiths erhielt mehrere Stipendien und Preise für ihr Werk. Sie unterrichtete Kreatives Schreiben am Bloomfield College in New Jersey, am Sarah Lawrence College und am Institute of American Indian Arts.
2015 kuratierte sie auf Einladung der Poetry Society of America einen Poetry Walk zur Lyrik von Octavio Paz im New Yorker Botanischen Garten anlässlich der Ausstellung Frida Kahlo: Art Garden Life.
2021 heiratete sie den Schriftsteller Salman Rushdie, mit dem sie seit 2017 in einer Beziehung lebt. Seither darf sie sich Lady Rushdie nennen.
2023 veröffentlichte sie ihren ersten Roman (Promise), der 2024 in deutscher Übersetzung erschien.
Griffiths lebt in New York.

## Werke
- Miracle Arrhythmia. Poetry. Willow Books, Detroit 2010, ISBN 978-0984621200.
- The Requited Distance. Poetry. The Sheep Meadow Press, New York 2011, ISBN 978-1931357913.
- Mule & Pear. Poetry. New Issues Poetry & Prose, Kalamazoo 2011, ISBN 978-1936970018.
- Lighting the Shadow. Poetry. Four Way Books, New York 2015, ISBN 978-1935536574.
- Seeing the Body. Poetry and photography.  W. W. Norton, New York 2020, ISBN 978-1-324-02016-5.
- Promise. Novel. Random House, New York 2023, ISBN 978-0593241929; John Murray, London 2023, ISBN 978-1399809818.
  - Was ihr uns versprochen habt. Roman. Übersetzt von Jasmin Humburg. Penguin, München 2024, ISBN 978-3-641-32075-1.

## Auszeichnungen
- 2020: Stella Adler Poet-in-Residence
- 2021: Hurston/Wright Foundation Legacy Award für Seeing the Body
- 2021: Paterson Poetry Prize für Seeing the Body
- 2021: Nomination für den NAACP Image Award mit Seeing the Body